# Okręg wyborczy Keighley
Okręg wyborczy Keighley powstał w 1885 r. i wysyła do brytyjskiej Izby Gmin jednego deputowanego. Okręg obejmuje miasto Keighley w zachodnim Yorkshire.

## Deputowani do brytyjskiej Izby Gmin z okręgu Keighley
- 1885–1895: Isaac Holden, Partia Liberalna
- 1895–1911: John Brigg, Partia Liberalna
- 1911–1915: Stanley Buckmaster, Partia Liberalna
- 1915–1918: Swire Smith, Partia Liberalna
- 1918–1918: William Somervell, Partia Liberalna
- 1918–1922: Robert Clough, Partia Konserwatywna
- 1922–1923: Hastings Lees-Smith, Partia Pracy
- 1923–1924: Robert Pilkington, Partia Liberalna
- 1924–1931: Hastings Lees-Smith, Partia Pracy
- 1931–1935: George Harvie-Watt, Partia Konserwatywna
- 1935–1942: Hastings Lees-Smith, Partia Pracy
- 1942–1950: Ivor Bulmer-Thomas, Partia Pracy
- 1950–1959: Charles Hobson, Partia Pracy
- 1959–1964: Marcus Worsley, Partia Konserwatywna
- 1964–1970: John Binns, Partia Pracy
- 1970–1974: Joan Hall, Partia Konserwatywna
- 1974–1983: George Robert Cryer, Partia Pracy
- 1983–1997: Gary Waller, Partia Konserwatywna
- 1997–2010 : Ann Cryer, Partia Pracy
- 2010-2017 : Kris Hopkins, Partia Konserwatywna
- 2017-2019 : John Grogan, Partia Pracy
- 2019- : Robbie Moore, Partia Konserwatywna